# Rolf Winnewisser

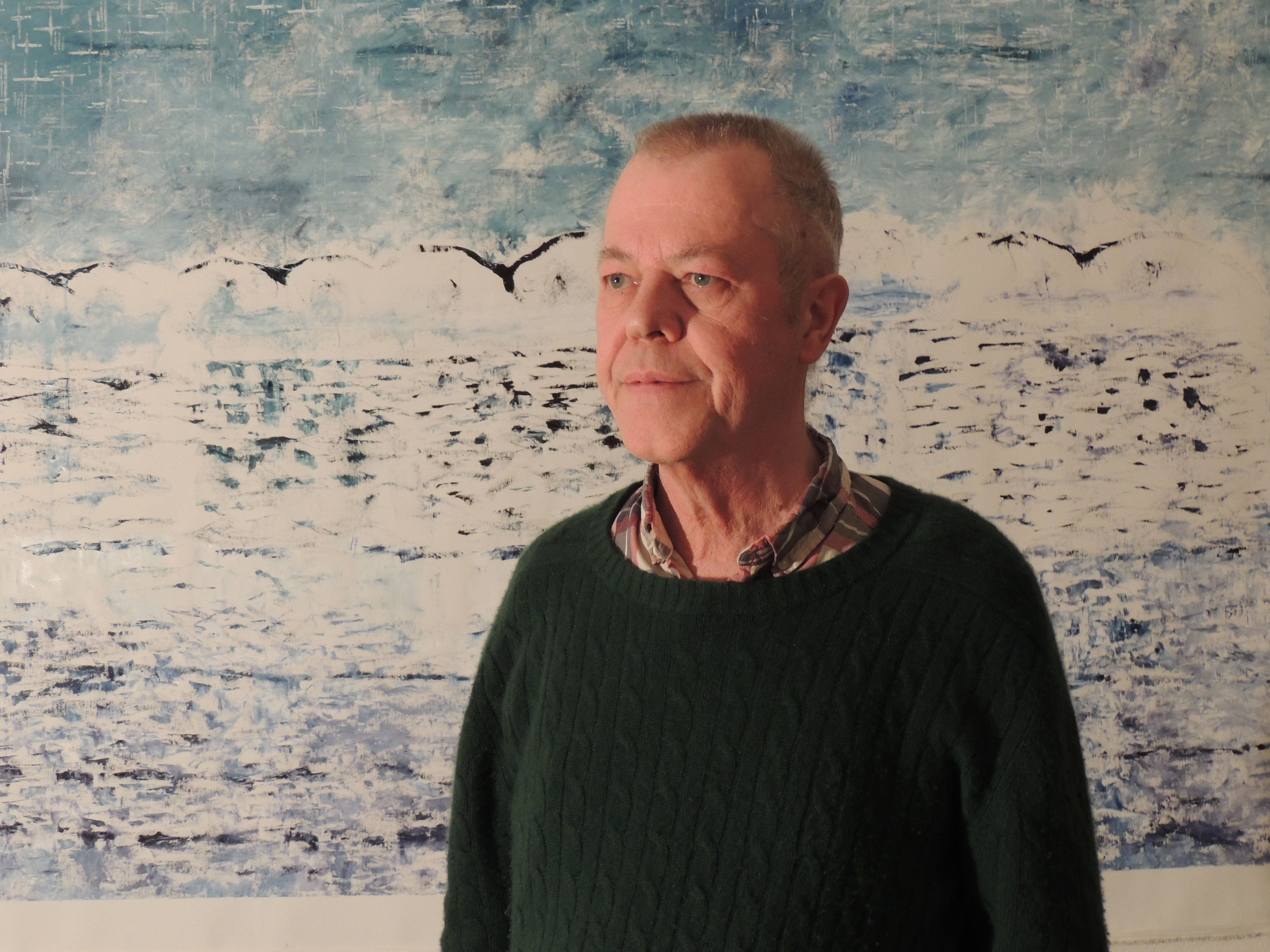
Rolf Winewisser, 2018

Rolf Winnewisser (* 5. Juni 1949 in Niedergösgen, Kanton Solothurn) ist ein Schweizer Zeichner, Maler, Druckgrafiker und Objektkünstler.

## Leben und Werk
Winnewisser wuchs in Luzern auf und besuchte dort von 1966 bis 1971 die „Schule für Gestaltung“, die er mit einer Ausbildung zum Grafiker abschloss. 1972 wurde er von Harald Szeemann und Jean-Christophe Ammann zur Teilnahme an der documenta 5 in Kassel eingeladen. Von 1972 bis 1974 arbeitete er als Zeichner in einem Projekt für Alphabetisierung in Tillabéri, Niger.
Ab 1974 war er freischaffender Künstler mit Lehraufträgen, unter anderem an der Schule für Gestaltung und an der Eidgenössischen Technischen Hochschule Zürich. Mit seiner Lebenspartnerin der Malerin Gabi Fuhrimann stellte er in zahlreichen Ausstellungen aus.
Er lebte und arbeitete an wechselnden Orten wie Luzern, Zürich, Banjul/Gambia, New York, Schongau, Rom, London, Paris, Birrwil und Ennetbaden im Kanton Aargau. Heute wohnt er in Lenzburg AG.

## Stipendien und Preise
- 1972: Eidgenössisches Kunststipendium (auch 1978 und 1988)
- 1975: Kiefer-Hablitzel-Stipendium
- 1983: Preis der Vordemberge-Gildewart-Stiftung
- 1989: Manor Kunstpreis und Anerkennungspreis der Stadt Luzern
- 2006: Prix Meret Oppenheim des Bundesamtes für Kultur
- 2023: Kunst- und Kulturpreis der Stadt Luzern

## Ausstellungen (Auswahl)
- 1972: documenta 5 – Abteilung Individuelle Mythologien, Kassel
- 1975: Kunstmuseum Luzern, Beryll Cristallo (mit Aldo Walker)
- 1979: Kunsthalle Basel, Asymmetrisches und Reziprokes
- 1982: Mannheimer Kunstverein, Stromern im Bild (mit Aldo Walker)
- 1989: Kunstmuseum Solothurn, MAPTRAP WI-WI.R
- 1990: Kunsthalle Luzern, Die Milchstrasse, (mit Theo Kneubühler)
- 1990: Kunstmuseum Luzern, See a blob split a blank spot
- 1991: Helmhaus Zürich, Doppelt unangepasst weder Form noch Erscheinung und doch zu beidem in Beziehung
- 1994: Museum Wiesbaden, Künstlerförderung Stiftung Vordemberge-Gildewart
- 2006: Kunstmuseum Bern, Reisen mit der Kunst – Stiftung Kunst Heute
- 2008: Aargauer Kunsthaus, Aarau, Retrospektive split horizon
- 2016: Kunst(Zeug)Haus, Rapperswil, Im Fokus: Rolf Winnewisser

## Werke in öffentlichen Sammlungen
- Kunstmuseum Bern
- Museum für Moderne Kunst, Frankfurt am Main. Fünf Aquarelle, Inv. Nr. 2003/116 bis Inv. Nr. 2003/120, alle erworben 2003 durch Jean-Christophe Ammann.[2]
- Kunstmuseum Luzern
- Kunstmuseum Solothurn
- Kunsthaus Zürich